# Ludwig Adolf Peter zu Sayn-Wittgenstein
Knez Ludwig Adolf Peter zu Sayn-Wittgenstein (nemško Ludwig Adolf Peter Fürst zu Sayn-Wittgenstein-Berleburg, rusko Пётр Христиа́нович Ви́тгенштейн, Pjotr Hristianovič Vitgenštejn), ruski general, * 1769, Perejaslav, † 1843, Lvov.
Bil je eden izmed pomembnejših generalov, ki so se borili med Napoleonovo invazijo na Rusijo; posledično je bil njegov portret dodan v Vojaško galerijo Zimskega dvorca.

## Življenje
Leta 1781 je pričel svojo vojaško službo v Semjonovskem polku; leta 1790 je bil povišan v korneta, leta 1792 v podporočnika in leta 1793 v majorja v lahkem ukrajinskem konjeniškem polku. Z njim se je bojeval proti Poljakom.
Leta 1798 je bil povišan v polkovnika in leta 1799 v generalmajorja; naslednje leto je postal poveljnik Mariupolskega huzarskega polka. Z njim je leta 1805 sodeloval v bojih proti Avstriji in naslednje leto v bojih proti Turkom na Kavkazu. 
Leta 1807 je bil povišan v generalporočnika in imenovan za poveljnika Imperialnega gardnega huzarskega polka.
Med veliko patriotsko vojno se je odlikoval; leta 1817 se je vrnil nazaj v Rusijo in naslednje leto postal poveljnik 2. armade ter državni svetnik.
Leta 1826 je bil povišan v feldmaršala in leta 1828 postal vrhovni poveljnik ruske vojske proti Turkom. 
Leta 1834 ga je kralj Prusije povzignil v kneza (Fürst) Sayn-Wittgenstein-Ludwigsburg.